# Hypena umbripennis
Hypena umbripennis là một loài bướm đêm trong họ Erebidae.